# حمض الشيكيميك
حمض الشيكيميك (يعرف أكثر باسم شكله الأنيوني شيكيمات) هو مستقلب بيوكيميائي مهم في النباتات والكائنات الدقيقة. يأتي اسمه من الاسم الياباني شيكيمي (باليابانية: シキミ) أو shikimi  لزهرة  الأنيسون النجمي والتي تم عزله منها للمرة الأولى. وهو المادة الفعالة في عقار «تاميفلو» الموصوف لأنفلونزا الطيور ويستخلص من اليانسون الصيني (اليانسون النجمي). كما اكتشف باحثون بكلية الزراعة بمدينة «بنغالور» بالهند أشجاراً تحتوى على حمض الشيكيميك.